# ROPiT

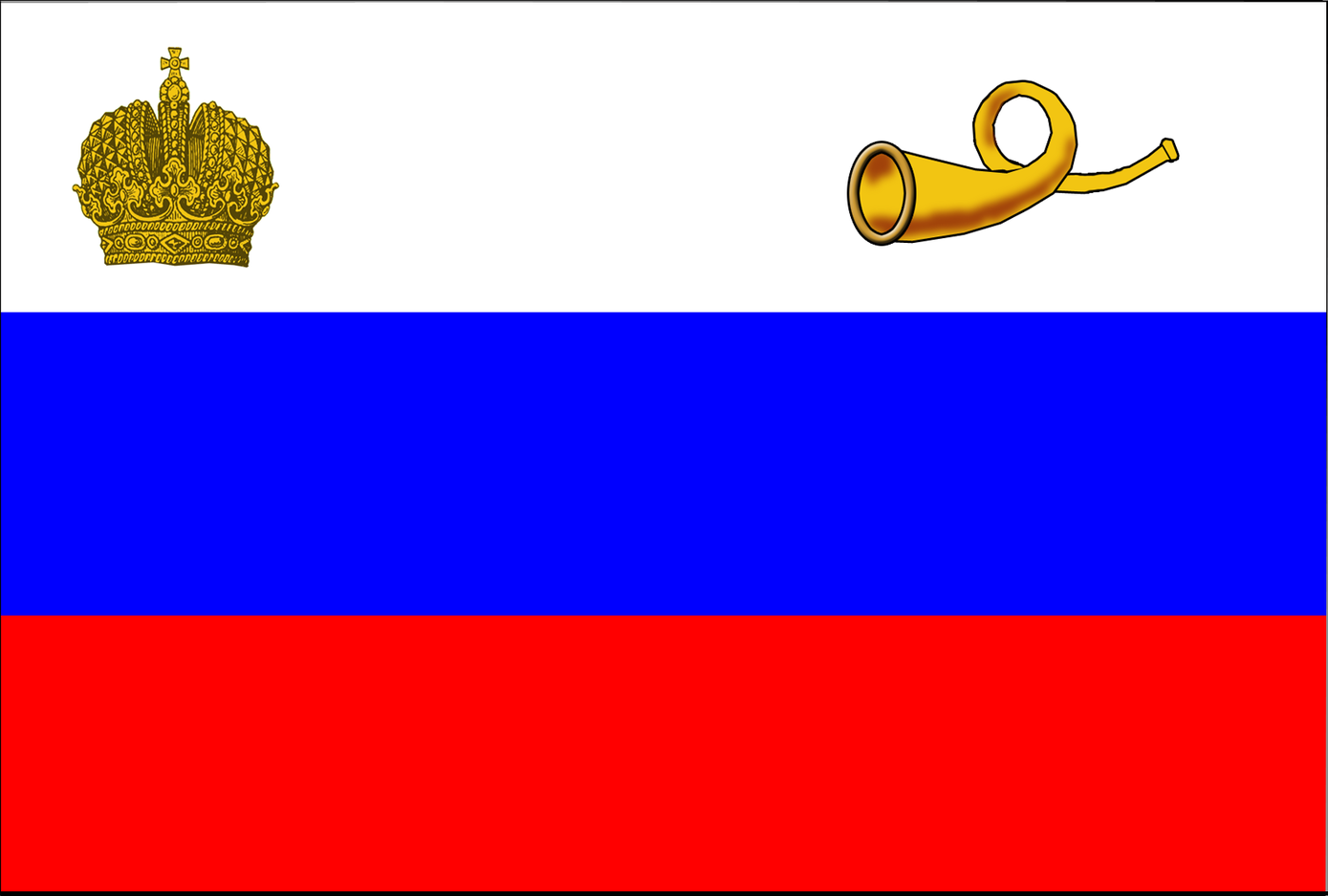
Flagge der ROPiT ab 1898

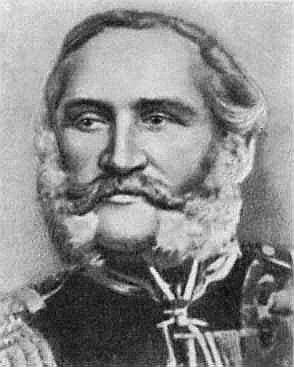
Nikolai Arkas, erster Direktor der ROPiT

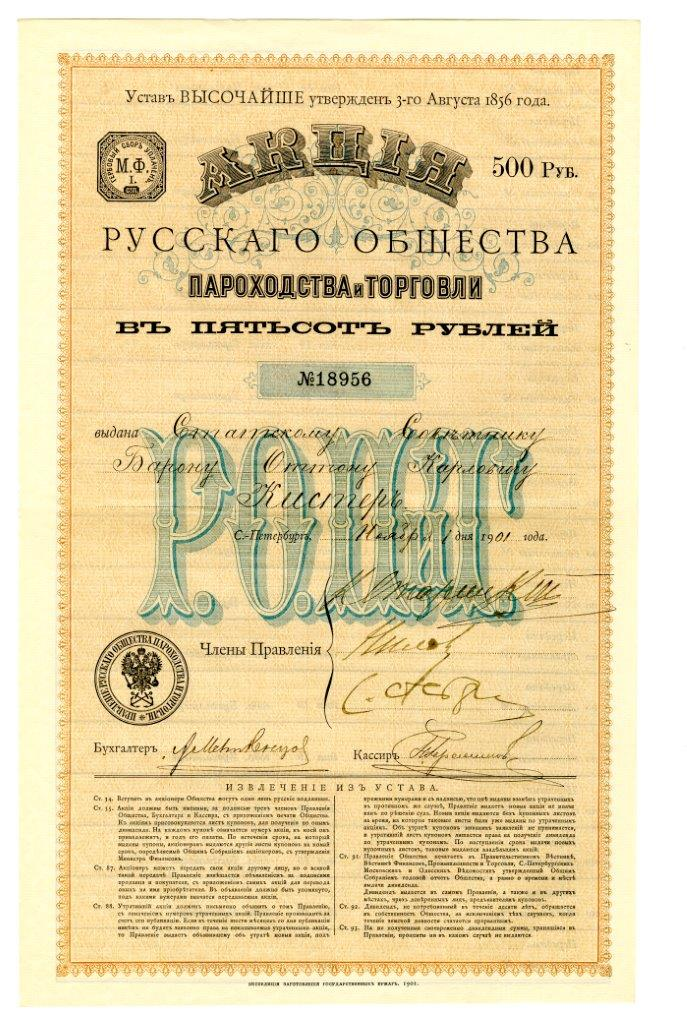
ROPiT-Aktie im Nennwert von 500 Rubel, St. Petersburg 1901

Die Russische Gesellschaft für Dampfschifffahrt und Handel (russisch Русское общество пароходства и торговли (РОПиТ), abgekürzt ROPiT, englisch Russian Steam Navigation and Trading Company, auch Russian S.N.Co.) war eine 1856 gegründete, börsennotierte Schifffahrtsgesellschaft im Russischen Kaiserreich mit Hauptsitz in Odessa.

## Geschichte

### Gründung 1856 und Aufschwung bis 1914
Die Gesellschaft wurde im Jahr 1856 nach Beendigung des Krimkrieges von dem  Flügeladjutanten und Kapitän 1. Ranges Nikolai Andrejewitsch Arkas und dem Unternehmer Nikolai Alexandrowitsch Nowosselski gegründet. Ziel war die Wiederaufnahme und der Ausbau der russischen Handelsschifffahrt im Schwarzen Meer und im Mittelmeer. Die Gründung der Gesellschaft, deren Satzung durch Dekret Kaiser Alexander II. am 3. August 1856 genehmigt worden war, erfolgte unter maßgeblicher Beteiligung der russischen Regierung, die auch den Kapitän 1. Ranges Nikolai Arkas (Николай Андреевич Аркас) zum ersten Direktor des Unternehmens ernannte. Die Regierung bestimmte auch die Hälfte der Mitglieder des Verwaltungsrates. Sie gewährte der Gesellschaft auch ein Darlehen mit einer Laufzeit von zwanzig Jahren. Die Aktien der Gesellschaft wurden an der Börse in St. Petersburg gehandelt, wo sich im Newski-Prospekt 45 neben Odessa ein weiterer Sitz der Gesellschaft befand.
Zwei Jahre nach seiner Gründung hatte das Unternehmen 35 Schiffe, die auf englischen und französischen Werften gebaut worden waren und auf 12 Routen 123.000 Passagiere und 4.000.000 Pfund Fracht transportierten. 1858 konnte die Gesellschaft damit einen Gewinn 746.000 Rubel erwirtschaften. Im selben Jahr konnte mit dem Königreich Sardinien ein Vertrag über die Nutzung des Hafens von Villefranche-sur-Mer mit einer Laufzeit von 25 Jahren abgeschlossen werden.

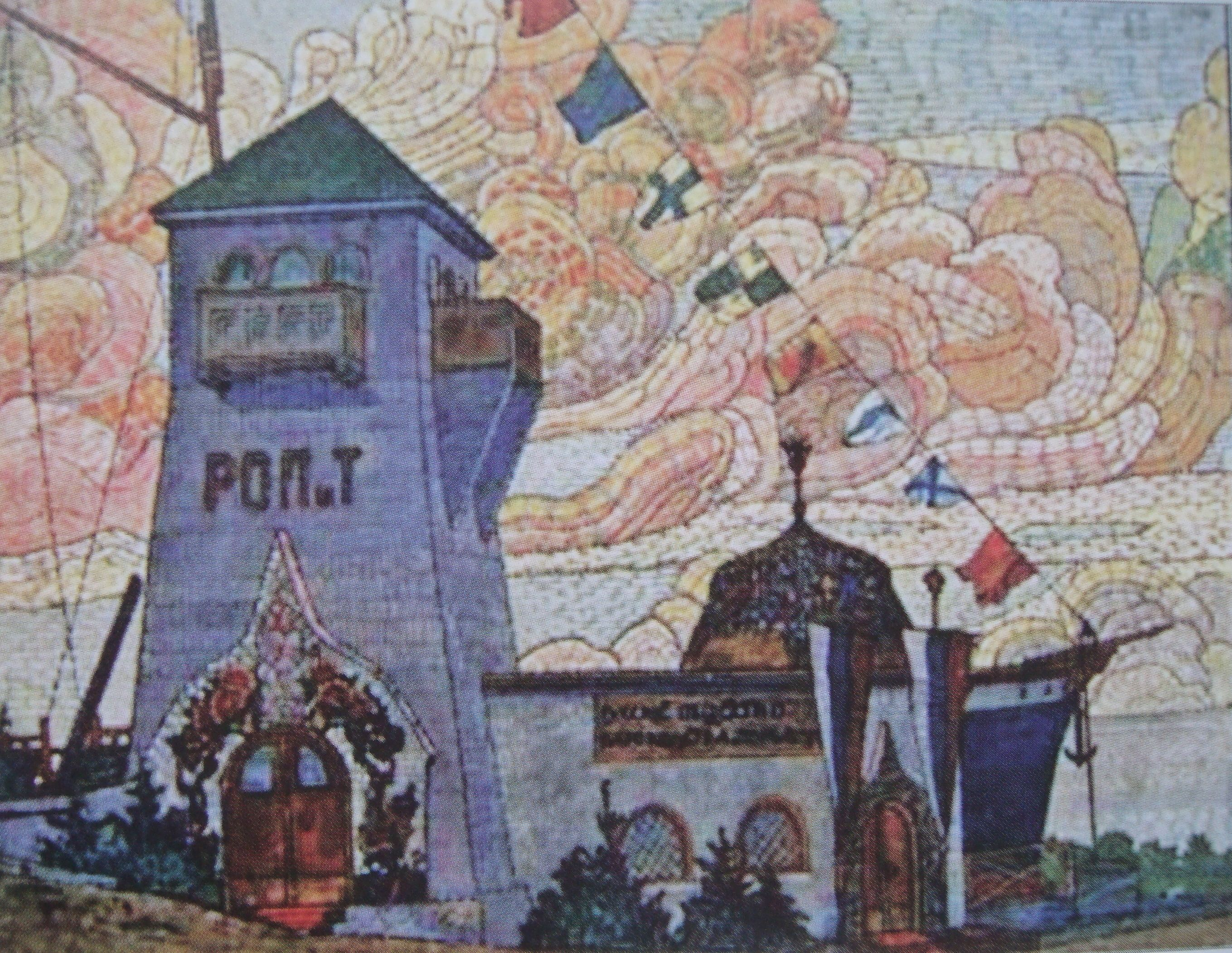
Pavilion der ROPiT auf der Allrussischen Ausstellung für Industrie, Landwirtschaft und Kunst (Odessa 1910)

Seit dem Jahr 1869 bediente die ROPiT mit einer Flotte von 63 Schiffen und 38 Schuten regelmäßig 14 in- und 6 ausländische 20 Destinationen, darunter die Länder Ägypten und Frankreich. Einer der Kapitäne war Woldemar Wybrand Scheltinga. Die Gesellschaft hatte sich zur führenden Reederei im Handel mit der Türkei entwickelt, die aus Russland vor allem Kerosin, Getreide, Alkohol, Metallprodukte und Textilien transportierte und dorthin Kaffee, Tabak, Rosinen, Nüsse und eine Vielzahl von exotischen Waren brachte. Die Gesellschaft übernahm auch den Transport und Rücktransport von Ausstellungsgütern für die Wiener Weltausstellung 1873 und gewährte dafür sogar Kostenfreiheit.
Im Jahr 1901 war die Flotte der Gesellschaft auf 72 Dampfschiffe angewachsen. Neben der kommerziellen Fracht beförderte die ROPiT im Regierungsauftrag auch Post und Kuriere sowie teilweise Truppen und militärische Ausrüstungsgegenstände.
Zum 50-jährigen Jubiläum am 21. Mai 1907 prägte die Gesellschaft eine Medaille aus Bronze, die auf dem Avers unter den Jahreszahlen 1857 und 1907 ein Doppel-Porträt der Zaren Alexander II. und Nikolaus II. und dem Revers unter anderen die Flaggen Russlands und der Gesellschaft über einem auf dem Meer fahrenden Schiff zeigen. Die von A.A. Grilliches (Junior) gestaltete Medaille wiegt 124,36 g und hat einen Durchmesser von 70 mm.

Weiter sind mehrere Jetons der Gesellschaft aus Weißmetall zum Bezahlen an Bord auf den internationalen Linien bekannt.
Mit einem eigenen Pavillon, der von A.N. Klepinin entworfen wurde, nahm die ROPiT 1910 an der Allrussische Ausstellung für Industrie, Landwirtschaft und Kunst in Odessa teil.

### Entwicklung im Ersten Weltkrieg, Nachkriegszeit und Ende der Gesellschaft 1932

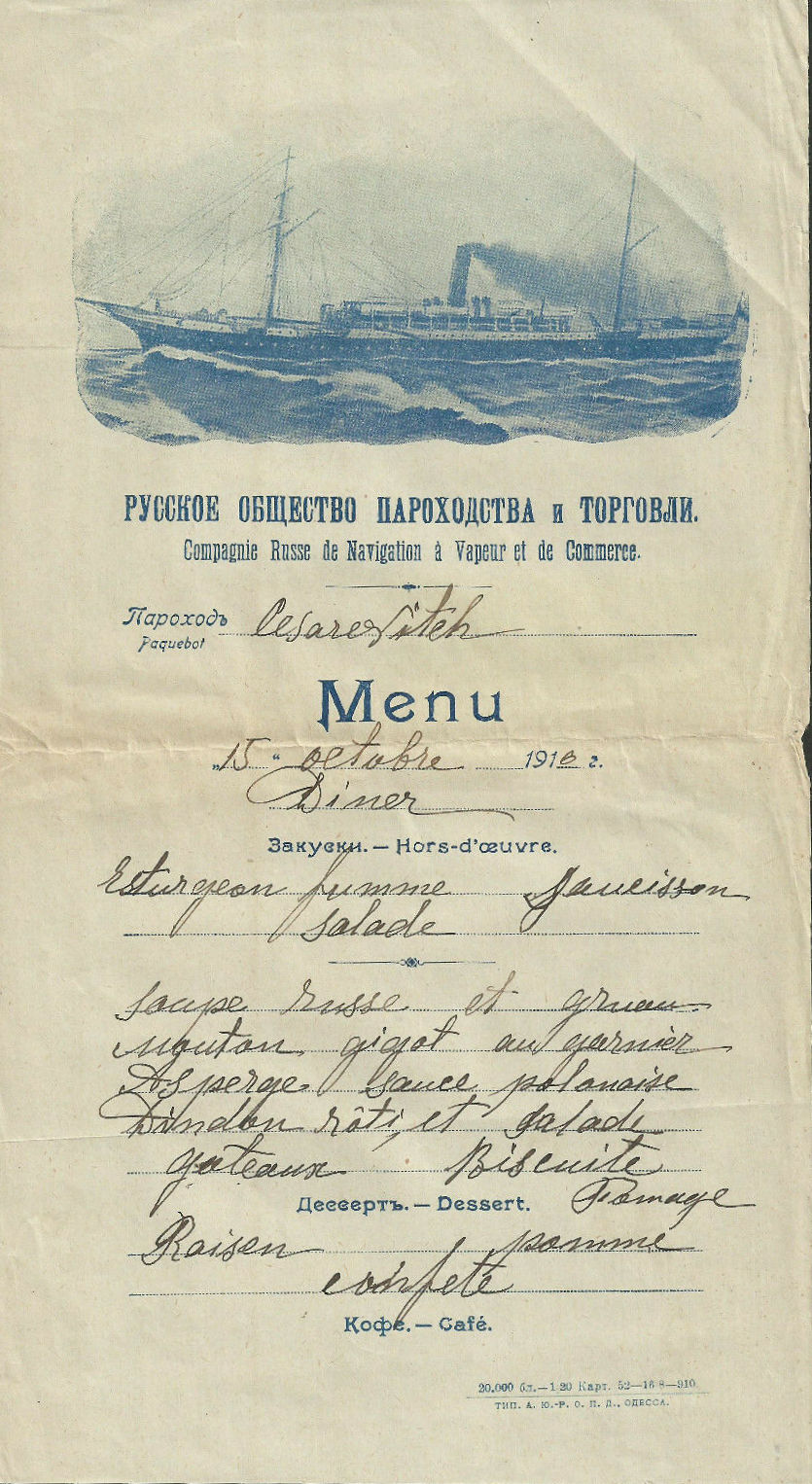
Speisekarte von Oktober 1916 für die als Hilfsschiff der Marine eingesetzte SS Zesarewitsch

#### Einsatz von Schiffen im Ersten Weltkrieg
Während des Ersten Weltkriegs konnten aufgrund der Kampfhandlungen auf den Meeren die Handelsschiffe der Gesellschaft ihre ursprünglichen Routen nicht mehr befahren, was auch auf die meisten Schiffe der anderen europäischen Reedereien zutraf. Der ROPiT konnte lediglich im östlichen Teil des Schwarzen Meeres den Schiffsbetrieb aufrechterhalten. Mehrere Schiffe mussten nach behördlicher Anordnung zur Unterstützung der Kriegsflotte als Truppentransport-, Versorgungs- sowie als Lazarettschiffe bereitgestellt werden. Zu den Truppentransportschiffen gehörten u. a. die 1889 durch Richardson & Co. in Newcastle an die Hamburger HAPAG unter dem Namen Russia abgelieferte und 1899 vom ROPiT erworbene Odessa oder die 1901 durch Ansaldo in Genua für die Navigazione Generale Italiana gebaute Lombardia – ein Schwesterschiff von SS Afon – und die 1911 vom ROPiT erworbene Jerousalim.
Dabei erlitten die Schiffe des ROPiT erhebliche Beschädigungen. 12 sanken nach Angriffen deutscher U-Boote und nach Minenexplosionen.

#### Flucht der ROPiT-Direktion nach Frankreich
Während des sich anschließenden Bürgerkriegs gerieten viele Schiffe der Gesellschaft in die Hand verschiedener im Schwarzen Meer operierender weißgardistischer Einheiten. 1918 floh die Direktion der Gesellschaft nach Paris, während die von ihr gleichzeitig auf den Weg gebrachten Schiffe im Hafen von Marseille festmachten. Ein Teil von ihnen musste allerdings verkauft werden, um vorhandene Schulden zu begleichen. Nachdem Frankreich am 28. Oktober 1924 durch Depeschenaustausch die Sowjetunion offiziell anerkannt hatte, führte die Direktion zur Rettung des in ihrer Hand verbliebenen Teils der Flotte eine Eintragung der Gesellschaft nach französischem Recht als „Compagnie Russe de Navigation et de Commerce“, also analog der ursprünglichen Firmierung in Russland, herbei. Zwar klagte die Sowjetunion auf Herausgabe der von Odessa nach Marseille evakuierten Schiffe vor dem Marseiller Handelsgericht (Tribunal de Commerce), weil diese im Eigentum der nationalisierten sowjetischen Reederei stünden. Die Klageabweisung wurde jedoch 1926 in zweiter Instanz vom Appellationsgericht in Aix (Cour d’appel d’Aix-en-Provence) bestätigt – die Entscheidung wurde dann 1928 auch höchstrichterlich durch den Kassationshof in Paris aufrechterhalten.

Basis der weiteren Tätigkeit des ROPiT in Frankreich waren im Jahr 1925 noch 11 Schiffe mit dem Heimathafen Marseille; sie fuhren nun unter französischer Flagge. Dazu gehörten die: Cesarevitch Georgij, Afon, Bestujev (ex: Großfürst Konstantin), Jerousalim, Mouravjef-Apostol (ex Großfürstin Xenia), Odessa (II), Tigre, Euphrate, Trouvor (II), Aju-Dag und Chersones (II). 1926 schloss sich ihnen noch die Askold an. Die Schiffe hatten meistens russische Besatzungen, und so behielten sie im Sprachgebrauch an Bord auch ihre russischen Namen. 14 Schiffe der Gesellschaft in Frankreich wurden zwischen 1924 und 1926 zur Verschrottung an ausländische Unternehmen verkauft.
Da sich der Wettbewerb in der Handelsschifffahrt aber ständig verschärfte, was zu einer zunehmenden Verschuldung der Reederei führte, mussten später nach und nach auch die restlichen 12 Schiffe verkauft werden. Das Schicksal der einzelnen Schiffe gestaltete sich wie folgt: Verschrottet bzw. zum Schrottwert verkauft wurden 1927 die Cesarevitch Georgij, 1928 die Afon, Aju-Dag, Askold, Bestujev, Mouravjef-Apostol und Odessa (II), 1930 die Jerousalim sowie 1931 die Tigre und Trouvor (II). Lediglich die Chersones (II) wurde 1929 an eine schwedische Reederei verkauft und erst 1955 in Ystad verschrottet. Schließlich endete mit der Versteigerung der Euphrate im März 1932 zum Schrottwert die 75-jährige Geschichte des ROPiT, der – was die französische Gesellschaft anlangte – durch die politische Entwicklung nach dem Ersten Weltkrieg von seinem ursprünglichen Heimatland getrennt war.

#### Reorganisation der Handelsflotte im Schwarzen Meer in der Sowjetunion
Die während und im Ergebnis des Bürgerkriegs in den Machtbereich Sowjetrusslands gelangten Schnelldampfer wurden Staatseigentum. Nachdem die Sowjetregierung die vollständige Kontrolle über die Schwarzmeerküste erlangt hatte, begann sie, die Handelsflotte wiederherzustellen, wobei sie auf nur noch 5 % der vor dem Krieg vorhandenen Handelsschiffe zurückgreifen konnte. Am 13. Juni 1922 gründete der Sowjet für Arbeit und Verteidigung der Republik das staatliche Schifffahrtsunternehmen „Schwarzmeer-Asowsches Meer-Dampfschifffahrt“ (Черноморское-Азовское пароходство), dem u. a. die Babuschka (1870), verschrottet 1926 in Kertsch, oder die Tschitscherin (1903, ex „Prinzessin Eugenia Oldenburgskaja“) zur weiteren Verwendung zugeordnet wurden.

## Schiffe der ROPiT
- Imperator Aleksander II (Император Александр II) (1858)
- Weliki Knjas Konstantin (Великий Князь Константин) (1858)
- Oleg (Олег) (1859)
- Lasar (Лазар) (1863)
- Rostow (Ростов) (1867)
- Imperatriza Maria (Императрица Мария) (1877)
- Chuanpu (Хуанпу) (1882)
- Zar (Царь) (1883)
- Swet (Свет) (1815)
- Lutsch (Луч) (1886)
- Odessa (Одесса) (1889)
- Weliki Knjas Aleksei (Великий Князь Алексей) (1890)
- Blesk (Блеск) (1890)
- Weliki Knjas Konstantin (Великий Князь Константин) (II) (1890)
- Weliki Knjas Konstantin (Великий Князь Константин) (III) (1890)
- Swjatoi Nikolai (Святой Николай) (1893)
- Koroljewa Olga (Королева Ольга) (1893)
- Imperator Nikolai II. (Император Николай II) (1895)
- Tschtyr Dag(Чатыр Даг) (1896)
- Diana (Диана) (1899)
- Tschichatschjow (Чихачёв) (1892)
- Alton (Алтон) (1901)
- Meteor (Метеор) (1901)
- Chersones (Херсонес) (1903)
- Ewrat (Евфрат) (1906)
- Metschta (Мечта) (1884)
- Prinzessa Jewgenija Oldenburgskaja (Принцесса Евгения Ольденбургская) (1903)
- Imperator Nikolai I. (Император Николай I) (1913)
- Imperatriza Jekaterine II. (Императрица Екатерина II)
- Imperator Aleksander III (Император Александр III)
- Imperator Pjotr Weliki (Император Пётр Великий)
- Zar Michail Fjodorowitsch (Царь Михаил Фёдорович) (1914)
- Zesarewitsch Aleksei Nikolajewitsch (Цесаревич Алексей Николаевич) (1914)

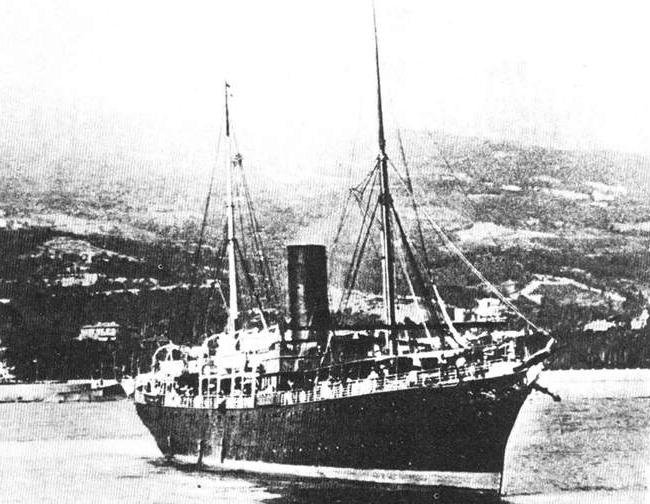
SS „Weliki Knjas Konstantin“ (Великий Князь Константин / Großfürst Konstantin)
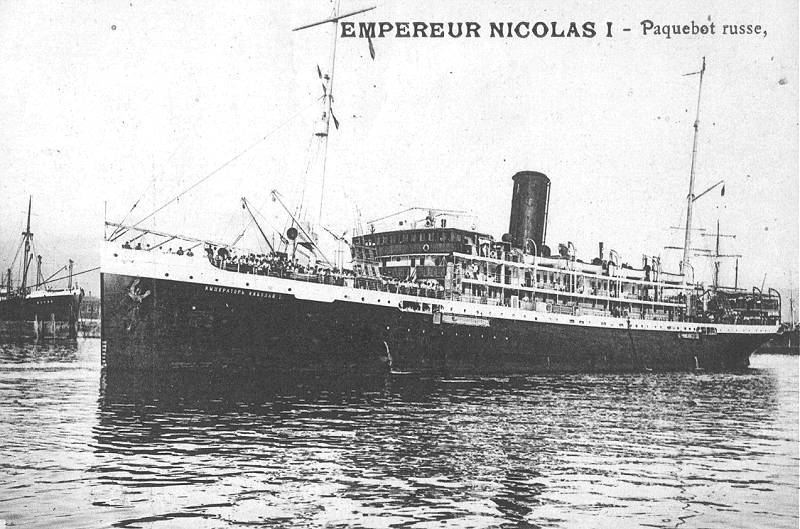
SS „Imperator Nikolai I.“ (Император Николай I / Zar Nikolaus I.) (1913)
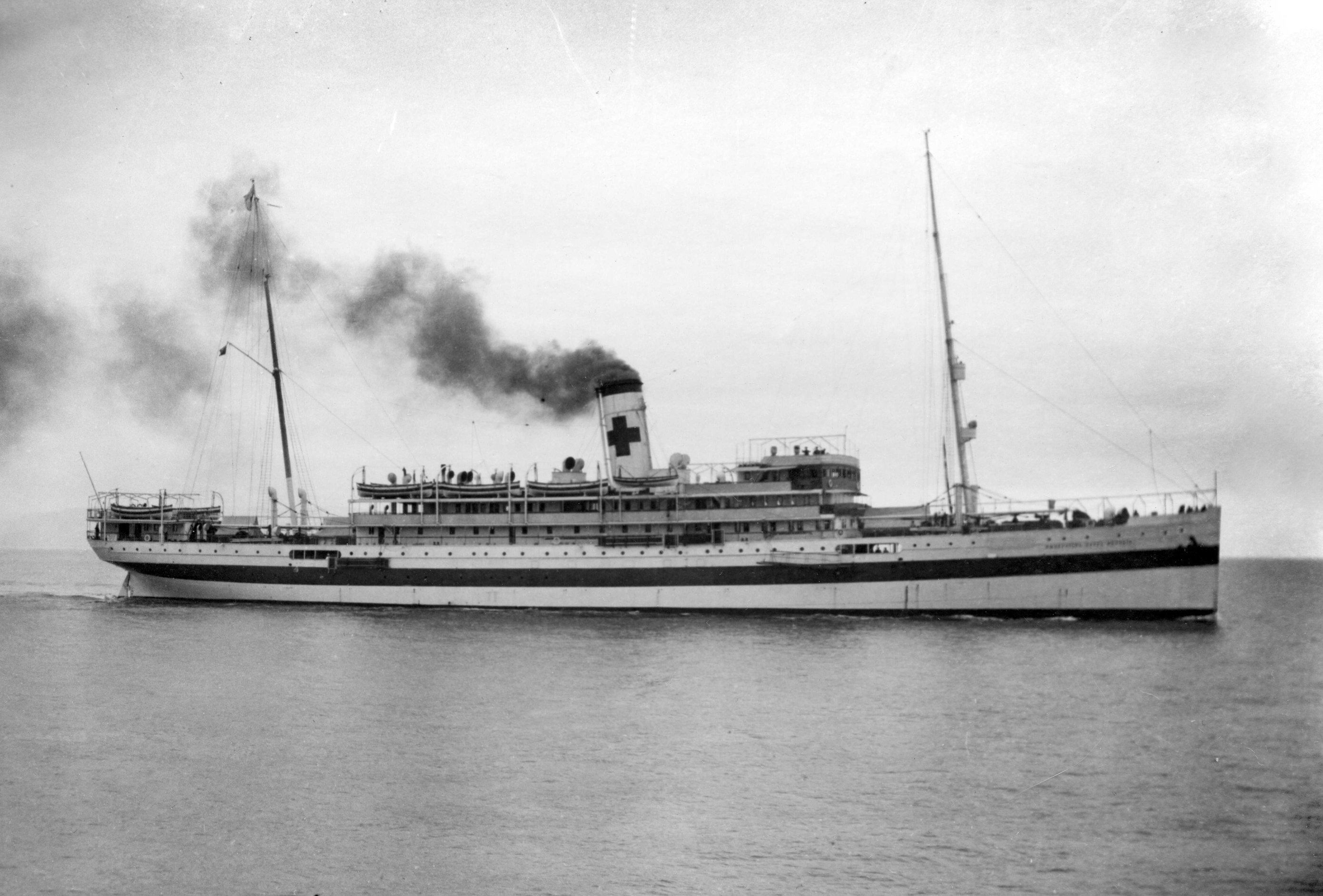
SS „Imperator Pjotr Weliki“ (Император Пётр Великий / Zar Peter der Große)
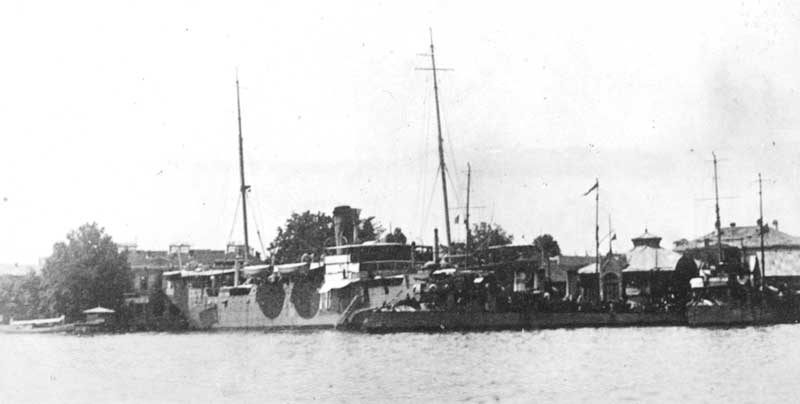
SS „Zesarewitsch Aleksei Nikolajewitsch“ (Цесаревич Алексей Николаевич / Zarewitsch Alexei Nikolajewitsch Romanow) (1914)
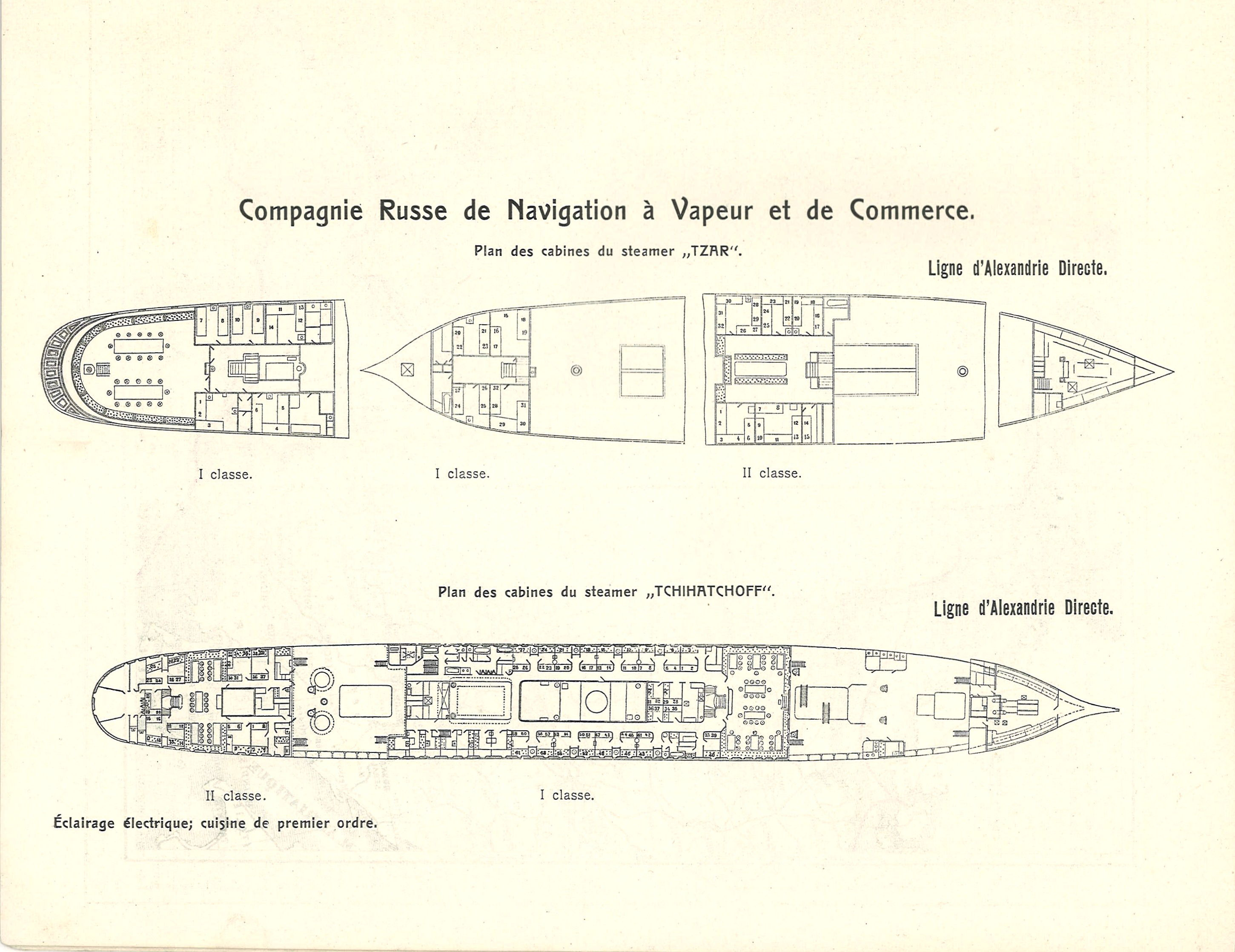
Deckspläne von SS „Zar“ (1883) und SS „Tschichatschjow“ (1892)
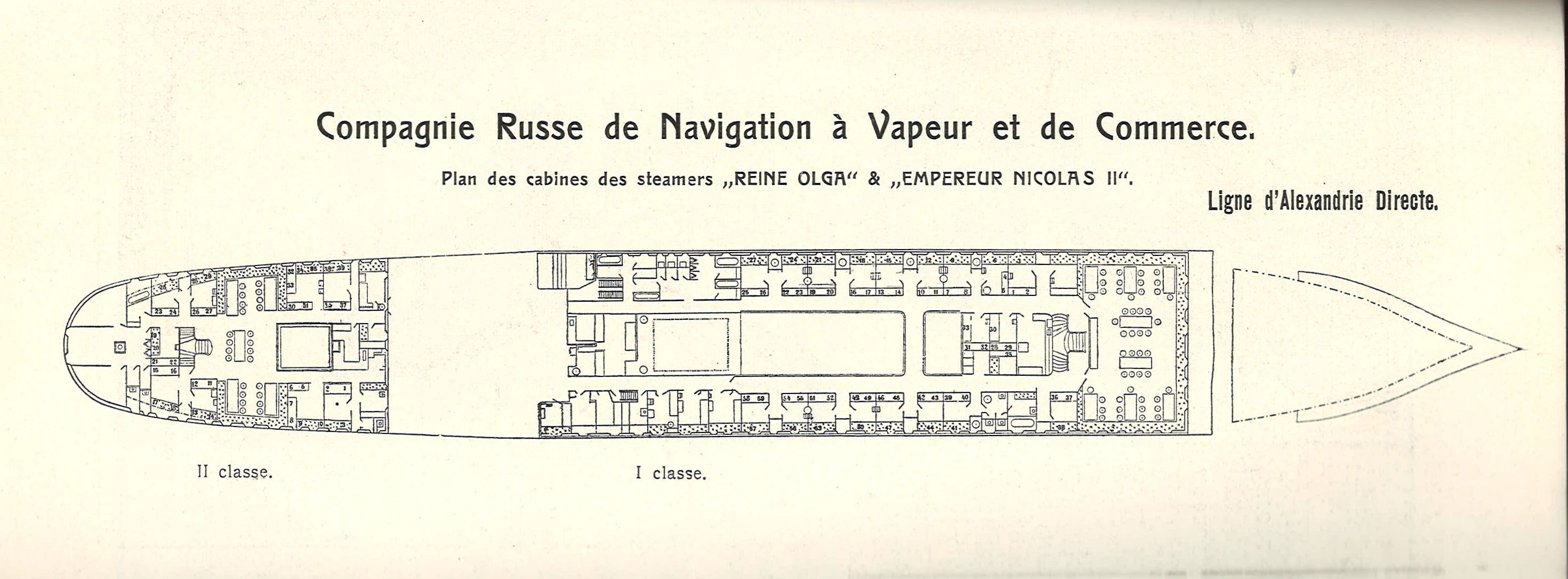
Decksplan von SS „Koroljewa Olga“ (1893) und SS „Imperator Nikolai II.“ (1895)

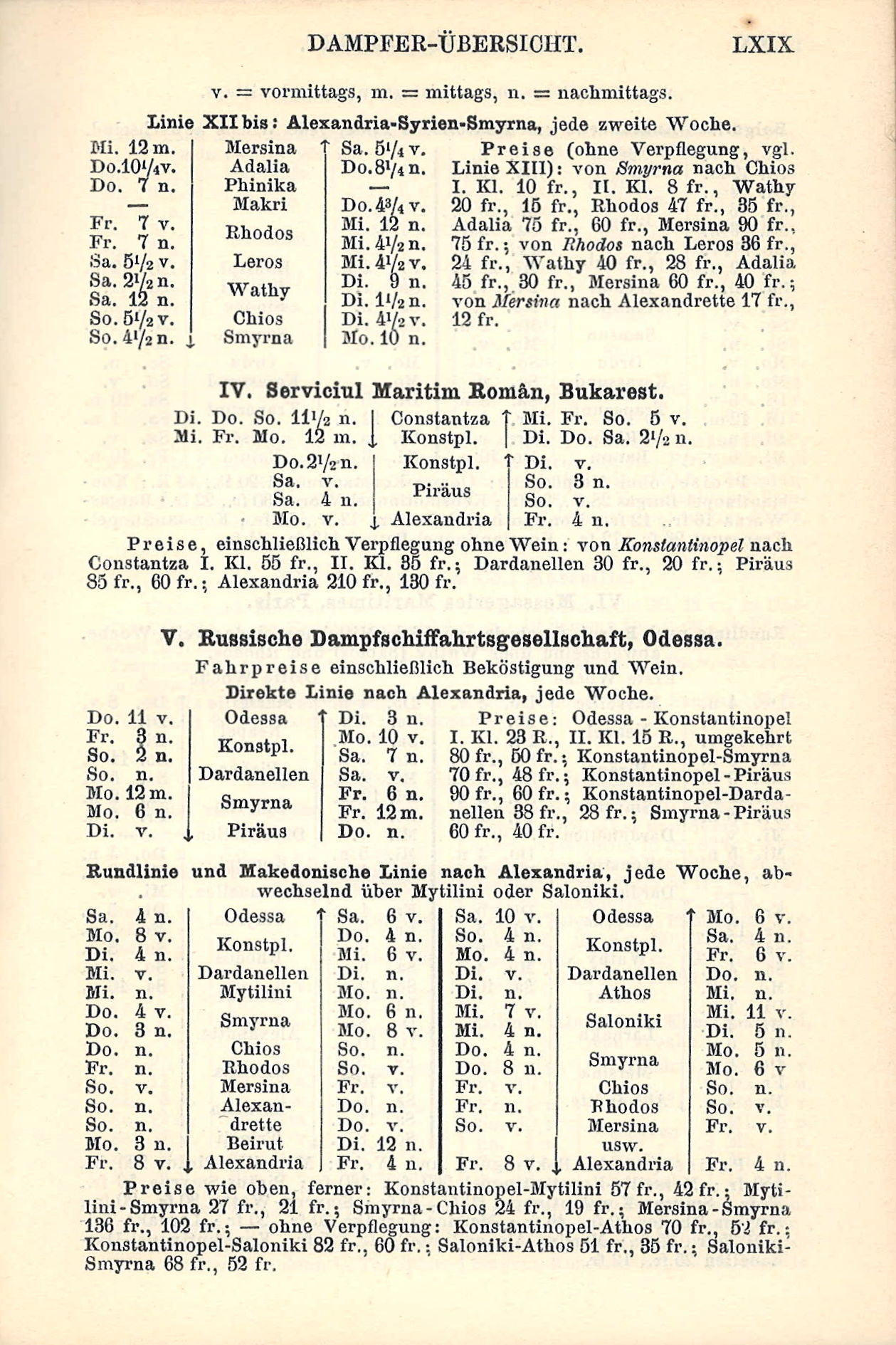
Fahrplan der Linien „Odessa-Alexandria“ (Baedeker: Rußland, 1912, S. LXIX)

## Passagierfahrten

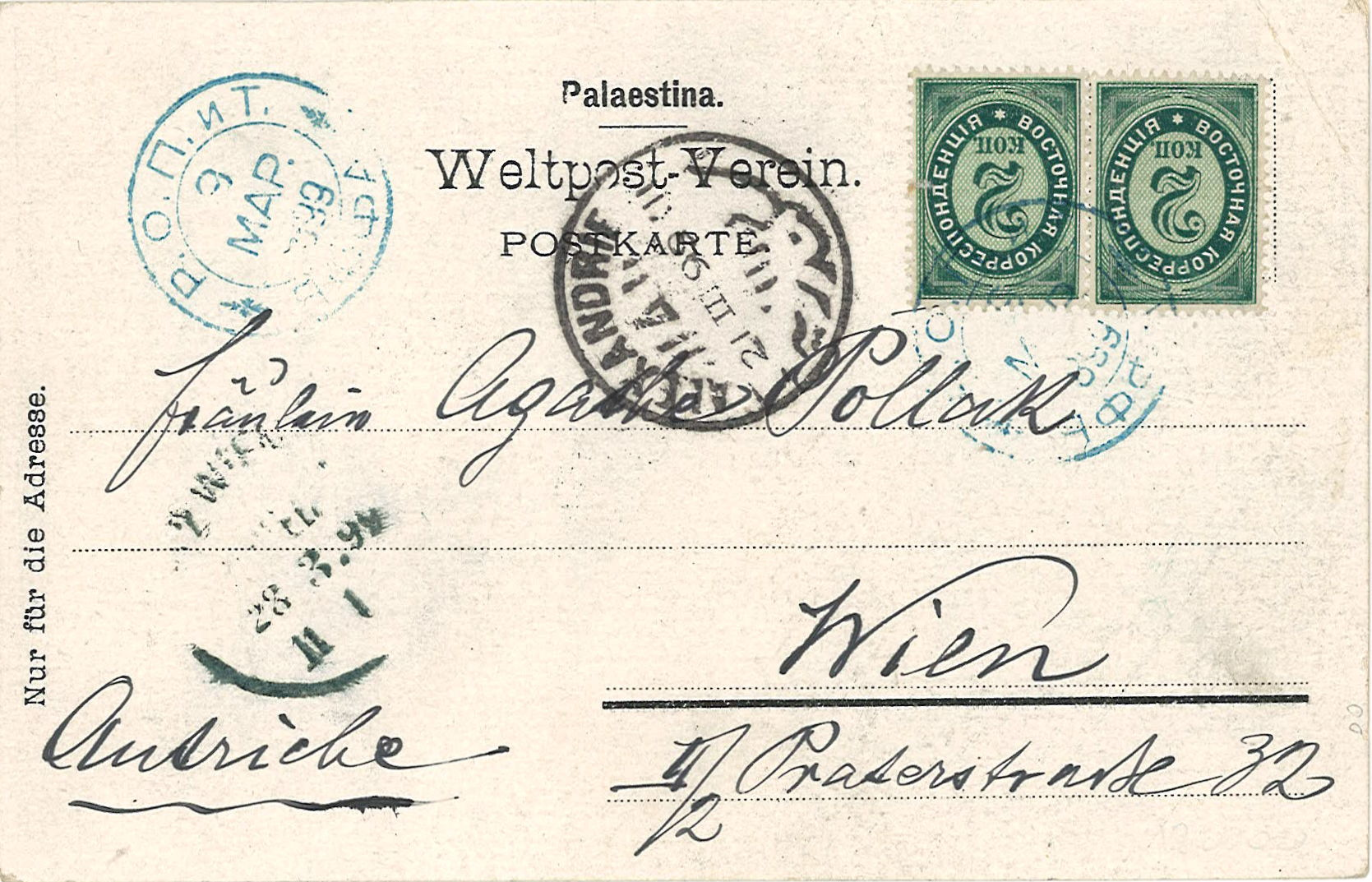
Postkarte, befördert 1899 von Jerusalem über die ROPiT-Agentur in Jaffa nach Wien

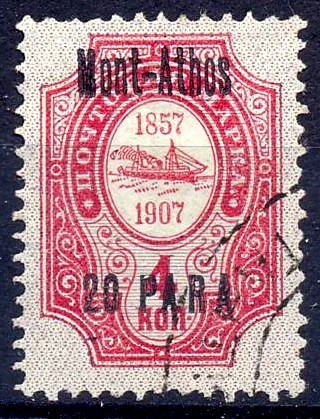
20 Para Sonderbriefmarke zum 50-jährigen Bestehen der ROPiT mit Aufdruck Mont-Athos

Die Gesellschaft bot auch Passagierfahrten an. Für die Saison 1907 sind z. B. wöchentliche Dienste auf den Routen „Konstantinopel-Smyrna-Piräus-Alexandria, Konstantinopel-Odessa“ – alle vierzehn Tage wurden zusätzlich die bulgarischen Häfen Burgas und Varna angelaufen – und „Konstantinopel-Sewastopol“ belegt. Bis 1914 betrieb die ROPiT dann eine direkte Linie von Odessa über Konstantinopel bis Alexandria sowie eine Rundlinie und eine „Makedonische Linie“ dorthin. Auch reine Schwarzmeerkurse wurden angeboten. So führten wöchentlich wechselnd die „Bulgarisch-Anatolische Linie“ von Odessa über u. a. Burgas, Konstantinopel und Trapezunt nach Batum und die „Anatolische Linie“ von Konstantinopel nach Batum.

## Postdienst

### ROPiT-Agenturen
Die ROPiT unterhielt einen Postdienst mit Agenturen in einer Reihe von vorwiegend Hafenstädten des Osmanischen Reiches (nach den damals üblichen Namen, zunächst in Konstantinopel, Ineboli, Sinope, Samsun, Tireboli, Ordu, Kerasunde, Trapezunt, Rizeh, Smyrna, Chios, Alexandrette, Latakia, Beirut, Jaffa, Jerusalem, Metelin, Saloniki, sowie an den Dardanellen und am Berg Athos).

Zu Frankaturzwecken gab die Gesellschaft zwischen 1865 und 1868 drei Briefmarkenausgaben in osmanischer Währung heraus, die jeweils zwei Marken umfassten (zu 10 Para und zu 2 Piaster/Kuruş) und mit R.O.P.i T. beschriftet waren.

### Russische Staatspost
Im Mai 1868 wurde der Postdienst durch die Russische Staatspost übernommen. Die Postbeförderung blieb jedoch weiterhin in den Händen der ROPiT. Die in den Folgejahren bis zum Beginn des Ersten Weltkriegs herausgegebene größere Anzahl von Briefmarken der „Russischen Post in der Levante“, wie sie im deutschen Sprachraum genannt wird, trägt keine Hinweise auf die ROPiT mehr. Es handelte sich anfangs um Marken mit der Inschrift Wostotschnaja korrespondenzija (russ. Восточная корреспонденція, „Levantinische Korrespondenz“), ab 1900 um normale Briefmarken des Russischen Reiches mit Aufdrucken von Wertangaben in osmanischer Währung. Davon ausgenommen ist ein Sondermarkensatz zum 50-jährigen Bestehen der Gesellschaft 1907. Diese Marken kommen später auch mit zusätzlichen Aufdrucken des Verwendungsortes in französischer Sprache vor.

Zum 1. Oktober 1914, einen knappen Monat vor Kriegseintritt des Osmanischen Reiches, wurden die Postämter geschlossen und die Postbeförderung durch die ROPiT dementsprechend eingestellt.

## Schiffbau
Neben der Handelsschifffahrt betätigte sich die Gesellschaft auch auf dem Gebiet des Schiffbaus. Auf den Werften der Gesellschaft wurden beispielsweise die drei Kanonenboote Kubanez, Uralez und Terez der Kaiserlich Russischen Marine gebaut. In Kriegszeiten wurde ein Teil der Schiffe der Gesellschaft als Hilfsschiffe der russischen Marine eingesetzt.

## Flagge der Gesellschaft
Bereits die 1858 eingeführte erste Flagge der Gesellschaft zeigte auf dem blauen Feld der russischen Trikolore das Staatswappen des Russischen Reiches mit Doppeladler und Brustschild. Ab dem 1. Januar 1898 führte die Gesellschaft eine durch den russischen Kaiser und das Marineministerium gestattete neue Flagge, die im oberen, weißen Feld der Trikolore links eine goldene russische Kaiserkrone und rechts ein goldenes Posthorn trug.

## Uniformen von 1899
Am 19. Februar 1899 wurden neue Uniformen für den Dienst auf Schiffen des ROPiT eingeführt. Für Offiziere bestand die Paradeuniform aus einem Mantel und einer schwarzen Hose. Die samtenen Kragenspiegel trugen einen Anker und darüber Sterne, wobei der Kapitän drei goldene, der Oberassistent und der Chefmechaniker jeweils zwei goldene, der 2. Assistent und der 1. Mechaniker jeweils zwei silberne Sterne erhielt. Die Kragenspiegel des 3. Assistenten, des 2. Mechanikers und der Navigationsschüler blieben ohne Sterne.

Die Matrosen trugen die übliche Uniform mit Marinemuster: blaues Flanell und weiße Uniformhemden, schwarze Hosen und quer gestreifte Hemden. Blaue Kragen und Manschetten aus weißen Hemden waren in doppeltes weißes Geflecht gehüllt. Die Buchstaben „R.O.P.T.“ waren auf die Brust des Flanellhemdes gestickt. Die Matrosenmützen hatten keinen Schirm und waren oben mit einer weißen Kante und einem schwarzen Band versehen. Der Name des Schiffs und die Initialen der Firma waren in Gold auf dem Band in der Form „R.O. [Schiffsname] P.T.“ gedruckt. Auf den Mützen befanden sich keine Kokarden. Eine Besonderheit der Matrosenuniform war der farbige sog. Kummerbund in ROPiT-Rot.
 Die Winteruniformen wurden aus schwarzem Stoff, die Sommeruniformen aus weißem Leinen genäht. Die Knöpfe unterschieden sich bei den Uniformen der Offiziere und der Mannschaft. Die nachfolgenden Abbildungen vermitteln einen Eindruck der Uniformoptik.

Uniformen des Schiffsdienstes des ROPiT (Auswahl)
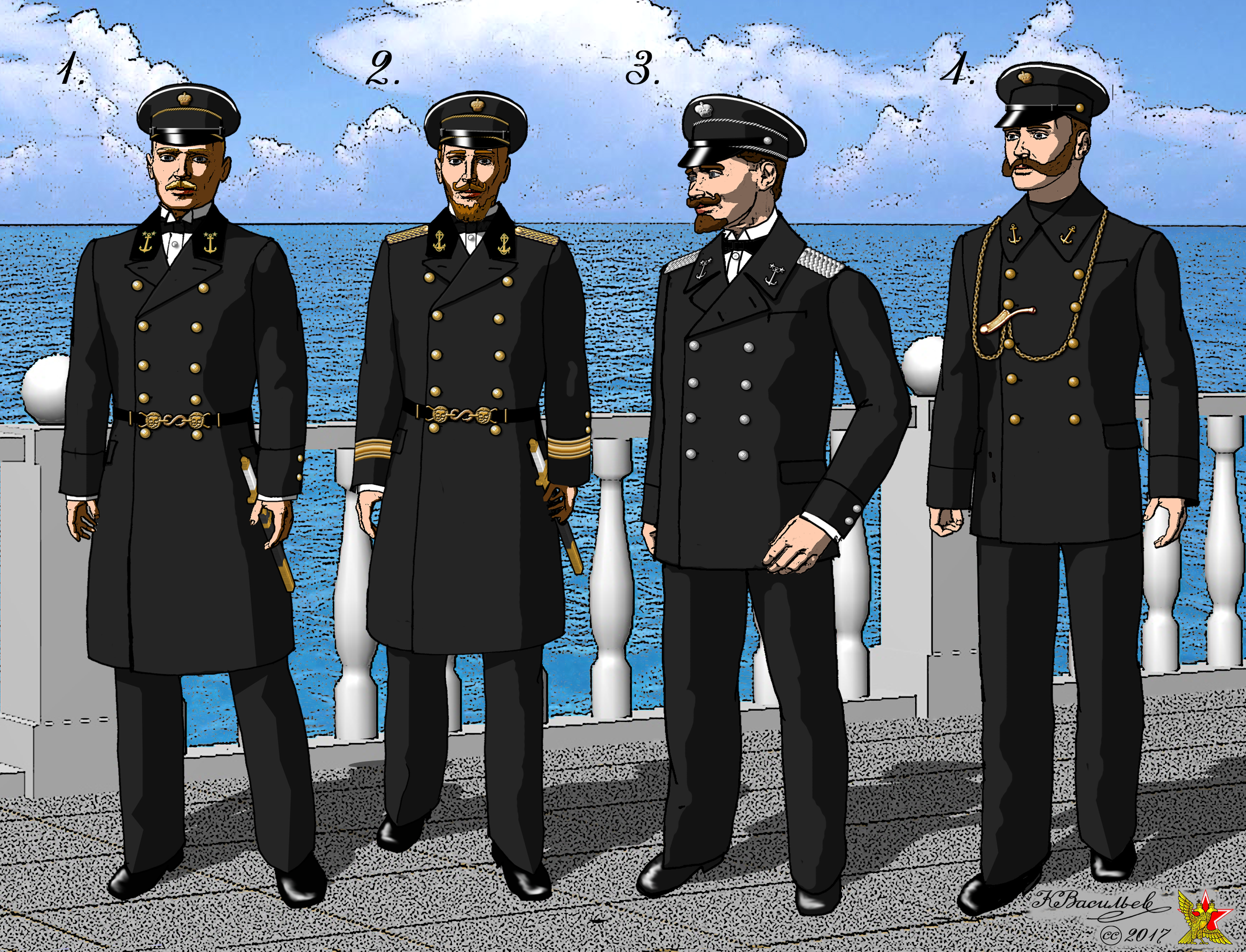
Parade: Kommandierender (1) Inspektor der Seefahrtsabteilung (2) Dienst: Leitender Mechaniker (3) Bootsmann (4)
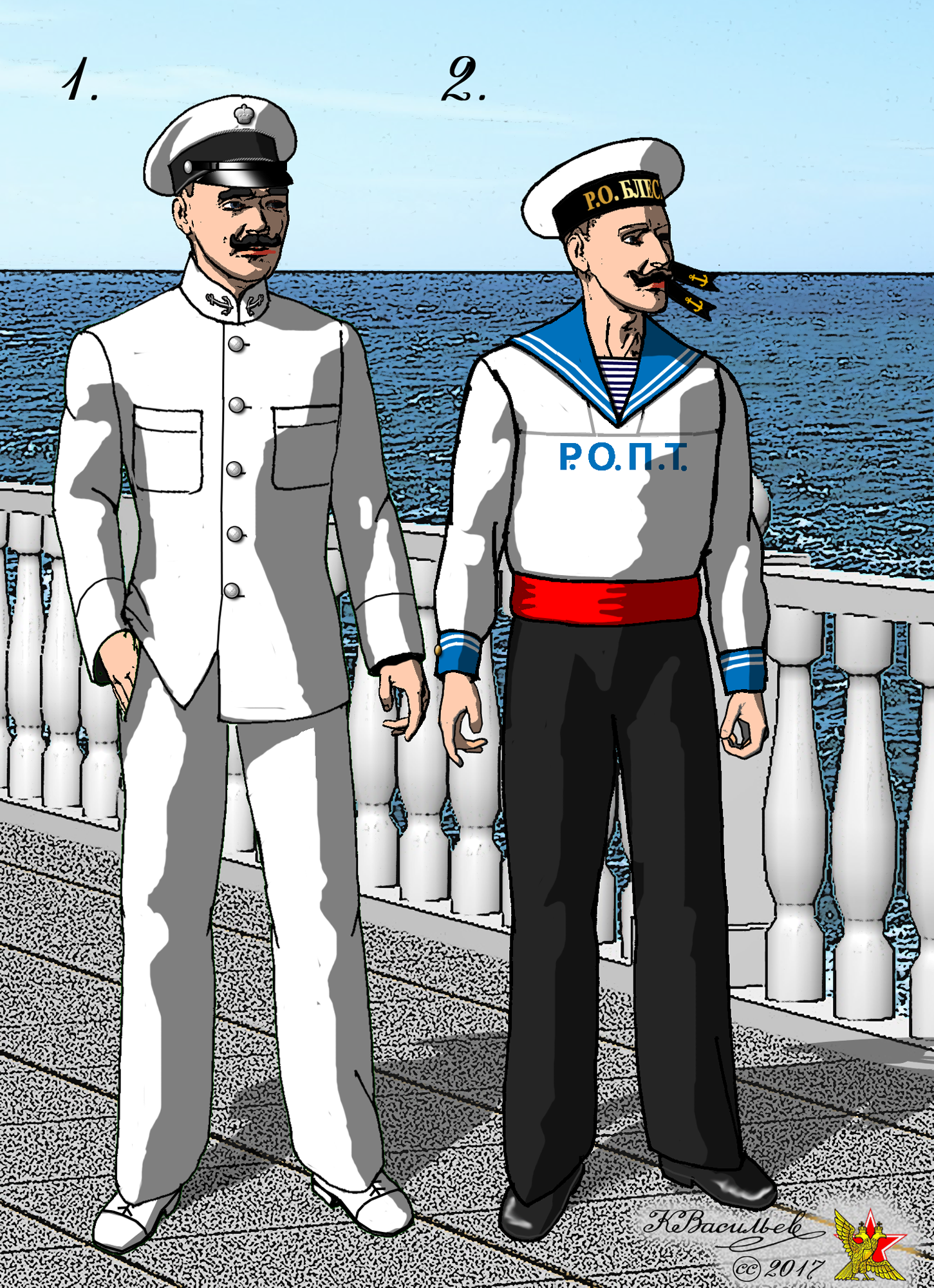
Dienst: 2. Mechaniker (1) Matrose (2)
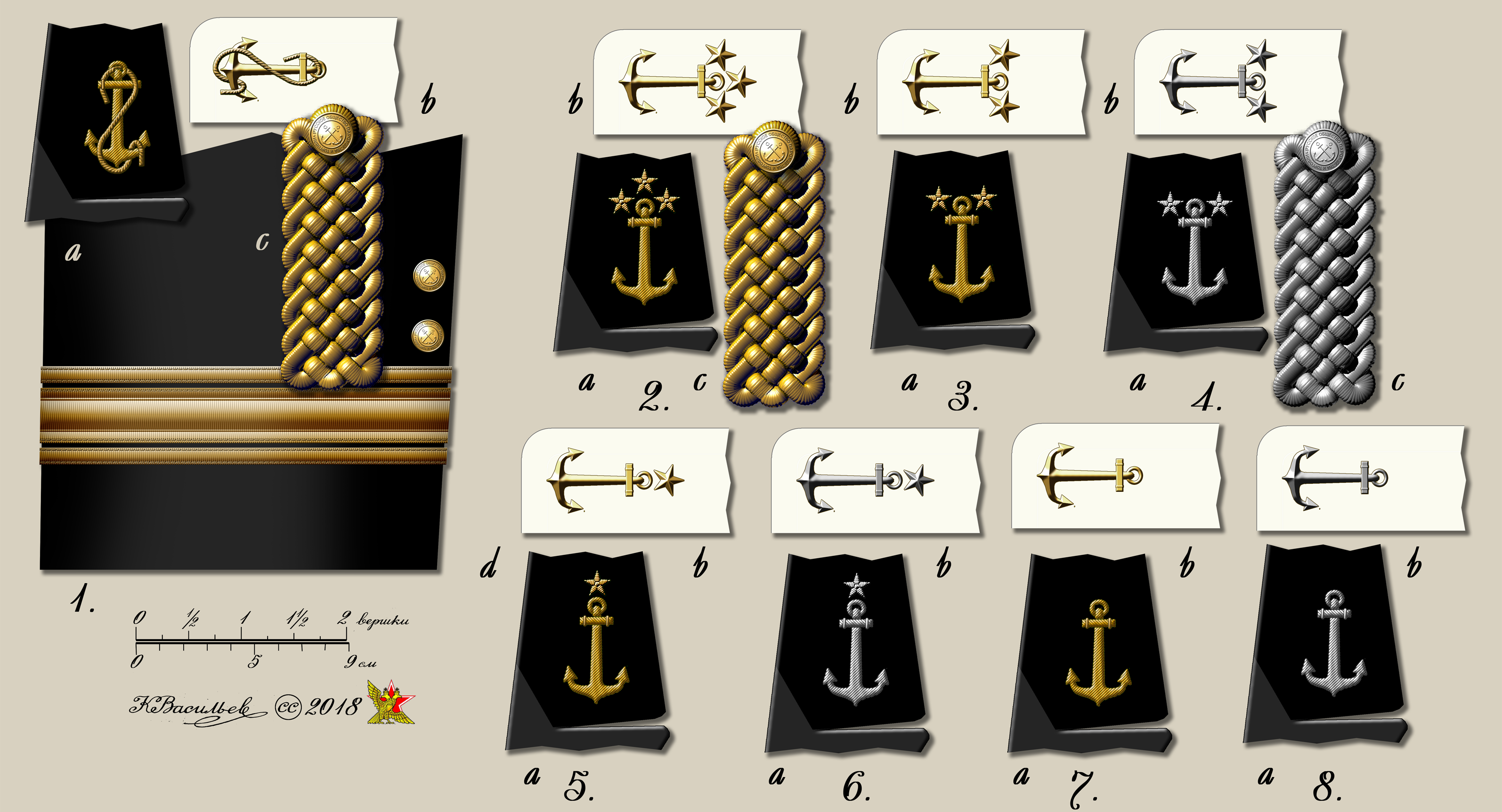
Schulterklappen und Kragenspiegel: Inspektor der Seefahrtsabteilung (1) Kapitän (2), Oberassistent (3) Leitender Mechaniker (4), 2. Assistent (5) 1. Mechaniker (6), 3. Assistent (7) 2. Mechaniker (8)
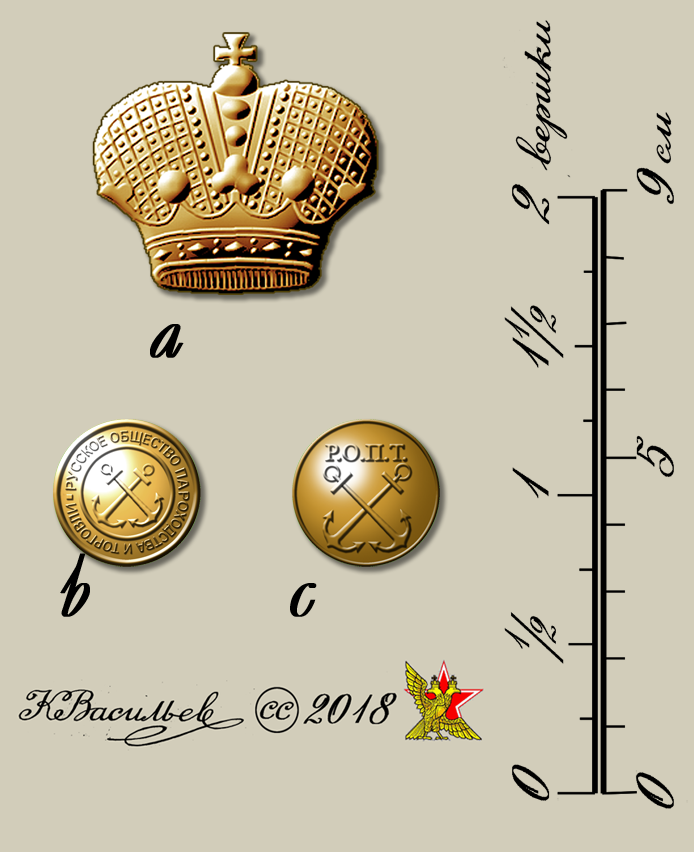
Kokarde (1a) Uniformknopf: Offiziere (1b) Mannschaft (1c)

- Parade:
Kommandierender (1)
Inspektor der Seefahrtsabteilung (2)
Dienst:
Leitender Mechaniker (3)
Bootsmann  (4)
- Dienst:
2. Mechaniker (1)
Matrose (2)
- Schulterklappen und Kragenspiegel:
Inspektor der Seefahrtsabteilung (1)
Kapitän (2), Oberassistent (3)
Leitender Mechaniker (4), 2. Assistent (5)
1. Mechaniker (6), 3. Assistent (7)
2. Mechaniker (8)
- Kokarde (1a)
Uniformknopf:
Offiziere (1b)
Mannschaft (1c)

## Agenturen, Fahrkarten, Werbematerialien, Reiseführer

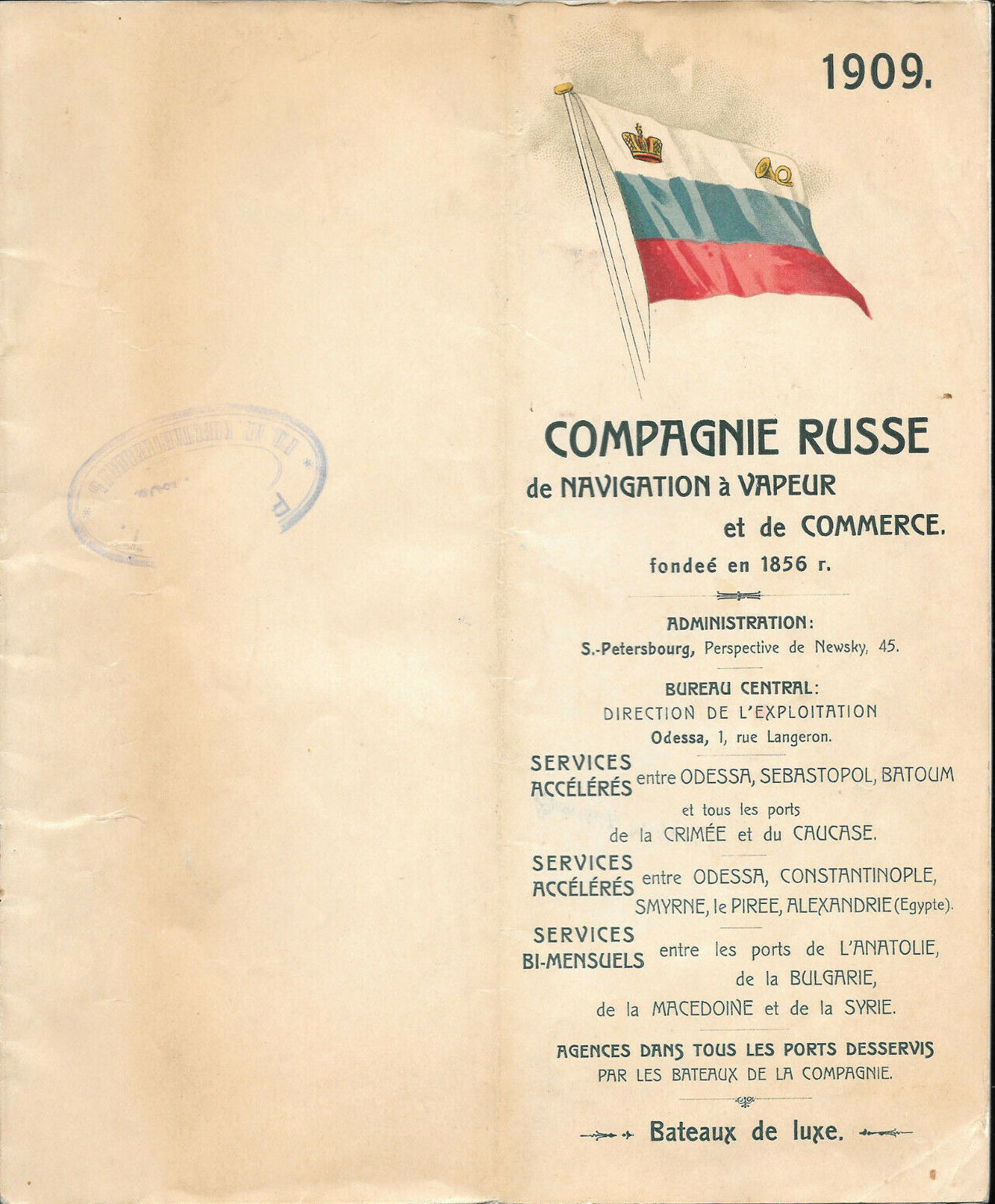
Fahrplanheft des ROPiT für das Jahr 1909, Vorderumschlag (203 × 243 mm)

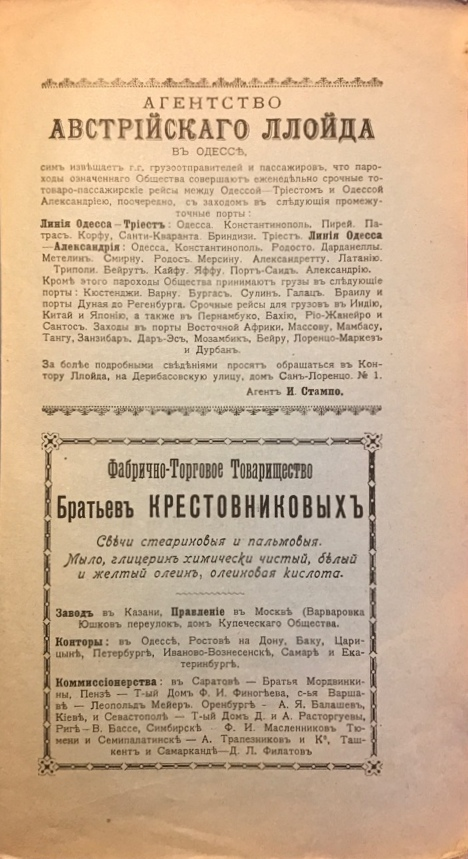
Inserat für den Österr. Lloyd im Reiseführer von 1902 (oben) und die Gebrüder Krestownikow (130 × 230 mm)

Ausweislich eines Fahrplanhefts von 1909 konnten Passagiere in vielen europäischen Hauptstädten Passagebillets bei großen Reisebüros erwerben, so unter anderen:

- im Deutschen Reich beim Reisebüro der Hamburg–Amerika-Linie in Berlin, Unter den Linden 8, und bei A. L. Mende in Dresden, Sidonienstr. 7,

- in Österreich-Ungarn beim Internationalen Reisebüro Schenker & Compagnie in Wien, Schottenring 3, und beim Reisebüro „Courier“ von Nagel u. Wortmann in Wien (I.), Operngasse 6, sowie beim Bureau Central de Voyages des Chemins de fer de l'Etat Hongrois in Budapest, Vigadótér 1,

- in Belgien bei der Compagnie Internationale des Wagons-Lits et des Grands Express Européens in Bruxelles, 29, rue Ducale,

- in Großbritannien bei Thos, Cook & Son in London (E.C.) Ludgate Circus.

Die meisten Kooperationspartner unterhielt der ROPiT in Paris. Dort waren um die Jahrhundertwende allein vier Büros mit dem Fahrkartenverkauf beauftragt, u. a. Les Grands Voyages G. Le Bourgeois & C-ie (38, Boulevard des Italiens) und Agence Lubin (36, Boulevard Haussmann). Aufgrund der Routenführung nach Ägypten war dort als Agent für die Gesellschaft das Büro G.S. Alschewsky tätig.
Auch die ehemalige Lehnkering & Cie. AG vertrat in Deutschland die Interessen des ROPiT.
Eine Schiffsfahrkarte für die III. Klasse von Odessa nach Jaffa ist auf der russischen Webseite „Organisation des Postdienstes im Nahen Osten. Historisch-kulturologischer Aspekt“ abgebildet.
Von der Gesellschaft wurden auch Reiseführer mit zusätzlichen Informationen auch über die Destinationen der ROPiT herausgegeben, um so die Bedürfnisse der Passagiere zu befriedigen und gleichzeitig Werbung für potenzielle Kunden zu machen. Hier knüpfte die Gesellschaft an ähnliche Projekte anderer großer Reedereien, wie des Österreichischen Lloyd in Triest, an. Um die Jahrhundertwende, mindestens bis 1914, erschien wohl in jährlichen Auflagen – 1902 war die sechste erreicht (siehe Abb.), was einen Beginn der Ausgaben im Jahre 1897 nahelegt – ein zuletzt fast 500-seitiger, illustrierter Reiseführer für die Krim, den Kaukasus und den Nahen Osten (Konstantinopel, Kairo); es sind auch französischsprachige Ausgaben bekannt.
Zum Beispiel liefert der 1902 unter der Redaktion von N.N. Lender von Baron E.E. Steiger herausgegebene und nur 25 Kopeken teuere Reiseführer neben Beschreibungen der titelgebenden Orte in Russland und im Nahen Osten in einem gesondert nummerierten Teil ausführliche Informationen zur Flotte, den Agenten und Korrespondenten der Gesellschaft sowie zu den Reisebedingungen, Fahrplänen und Tarifen für Passagiere und Gepäck. Illustrierend sind dazu 2 Karten für die Ostsee, das Schwarze Meer nebst östlichem Mittelmeer sowie für Italien und die französische Riviera beigegeben. Ergänzt wird die Broschüre durch Hinweise zu den Post- und Telegrafiebestimmungen sowie den Währungsverhältnissen in den ausländischen Reisezielen. Dem redaktionellen Teil vor- und nachgesetzt sind ca. 40 Inserate, wie von dem berühmten Goldschmied Fabergé, dem Agenten des Österreichischen Lloyd in Odessa zu den Lloydlinien Odessa-Triest und Odessa-Alexandria – hier stand der ROPiT in direkter Konkurrenz –, dem von zwei Deutschen in Wladiwostok gegründeten Handelshaus Kunst und Albers, dem Verleger der Nowoje wremja Alexei Sergejewitsch Suworin oder der russischen Schuckert-Niederlassung.
Der russische Künstler Boris Wassiljewitsch Sworykin gestaltete 1914 für die Gesellschaft ein Werbeheft im Postkartenformat mit Fahrplänen und Abbildungen von Schiffen.